# Публій Валерій Левін
Публій Валерій Левін (лат. Publius Valerius Laevinus; ? — після 280 до н. е.) — політичний та військовий діяч Римської республіки, консул 280 року до н. е.

## Життєпис
Походив з патрциіанського роду Валеріїв. Про його батьків немає відомостей. Більш за все відомий участю у війні проти Пірра, царя Епіру, на півдні Італії. У 280 році до н. е. став консулом разом з Тиберієм Корунканієм. Валерій очолив військо проти Пірра, який тоді висадився в Італії. Спочатку зайняв міста Регій, Локри, Фурії. Біля Гераклеї відбулася перша битва римлян проти епіріотів. У ній Левін зазнав поразки, проте зумів сховатися у військовому таборі, який Пірр не наважився атакувати. Після цього Публій Валерій зумів захистити від ворога Регій, Капую та Неаполь. Про подальшу долю Левіна нічого невідомо.